# Kostolomci
Kostolomci (cyr. Костоломци) – wieś w Bośni i Hercegowinie, w Republice Serbskiej, w gminie Srebrenica. W 2013 roku liczyła 161 mieszkańców.